# Tantiema (finanse)
Tantiema (dodatkowe wynagrodzenie pracowników) – dodatkowe wynagrodzenie, które służy motywowaniu pracowników (z reguły wyższej kadry kierowniczej – np. członków zarządu, rad nadzorczych, komisji rewizyjnych). Tantiemy mogą być wypłacane w formie pieniężnej lub niepieniężnej (np. w formie akcji), a ich wysokość jest uzależniona od osiągnięcia lub przekroczenia określonego poziomu wskaźnika finansowego (np. zysku) przez zarządzane przedsiębiorstwo.